# スティーヴ・ハリス (俳優)
スティーヴ・J・ハリス（Steve J. Harris, 1965年12月3日 - ） は、アメリカ合衆国の俳優。"Smooth"というあだ名で知られていたこともある。
俳優としての代表作は『ザ・プラクティス ボストン弁護士ファイル』（ユージーン・ヤング）。声優としての代表作は『ザ・バットマン』（イーサン・ベネット）。

## 人物
ウッド・ハリスの兄である彼は、イリノイ州シカゴにて主婦マッティ(Mattie)とバス運転手ジョン(John)の間に生まれた。
イリノイ州 ウエストチェスターにある、プロのアスリートになりたい生徒を育てる学校St. Joseph High Schoolを卒業した後、ノーザン・イリノイ大学で B.A. Theatre Artsを取得し、 デラウェア大学のProfessional Theater Training Programで Master's of Fine Artsの単位を取得した。

## 主な出演作品

### 映画
- ウォール・オブ・アッティカ/史上最大の刑務所暴動 Against The Wall (1994) テレビ映画
- ザ・ロック The Rock (1996)
- モッド・スクワッド The Mod Squad (1999)
- ザ・スカルズ/髑髏の誓い The Skulls (2000)
- マイノリティ・リポート Minority Report (2002)
- 女神が家（ウチ）にやってきた Bringing Down the House (2003)
- Diary of a Mad Black Woman (2005)
- REC:レック/ザ・クアランティン Quarantine (2008)
- 12 ラウンド 12 Rounds (2009)
- テイカーズ Takers (2010)
- イン・ユア・アイズ 近くて遠い恋人たち In Your Eyes (2014)
- パージ:エクスペリメント The First Purge (2018)

### テレビドラマ
- ロー&オーダー Law & Order
- New York Undercover
- グレイズ・アナトミー 恋の解剖学 Grey's Anatomy ゲスト出演
- Heist（2006年）
- ホミサイド/殺人捜査課 Homicide: Life on the Street
- ザ・プラクティス ボストン弁護士ファイル（ユージーン・ヤング）
- アウェイク 〜引き裂かれた現実 Awake（2012年） レギュラー出演

### テレビアニメ
- ザ・バットマン The Batman（イーサン・ベネット/クレイフェイス）